# ジャマイカ総督
ジャマイカ総督（ジャマイカそうとく、Governor-General of Jamaica）は、英連邦王国に属するジャマイカにおける、国家元首である国王（イギリス国王が兼ねる）の代理人としての総督である。1962年に設けられた。

## 一覧
|  | 氏名                           | 就任          | 退任           |
|  | ------------------------------ | ------------- | -------------- |
|  | サー・ケネス・ブラックバーン   | 1962年8月6日  | 1962年11月30日 |
|  | サー・クリフォード・キャンベル | 1962年12月1日 | 1973年3月2日   |
|  | サー・ハーバート・ダファス     | 1973年3月2日  | 1973年6月27日  |
|  | サー・フロリゼル・グラスポール | 1973年6月27日 | 1991年3月31日  |
|  | サー・エドワード・ザッカ       | 1991年3月31日 | 1991年8月1日   |
|  | サー・ハワード・クック         | 1991年8月1日  | 2006年2月15日  |
|  | サー・ケネス・ホール           | 2006年2月15日 | 2009年2月26日  |
|  | サー・パトリック・アレン       | 2009年2月26日 | 現職           |